# Mistrz Ołtarza z Ortenberga
Mistrz Ołtarza z Ortenberga - anonimowy malarz działający w pierwszej ćwierci XV wieku. Reprezentuje późny nurt stylu pięknego w malarstwa tablicowego doby późnego gotyku, działał w Moguncji i na terenie Hesji. Twórca Ołtarza z Ortenberga.
Podobnie jak w przypadku wielu średniowiecznych artystów o Mistrzu Ołtarza z Ortenberga wiemy niewiele. Znany jest przede wszystkim z tryptyku dla kościoła w Ortenbergu koło Darmstadt. Cechuje go specyficzna tonacja oscylująca wokół tonacji oliwkowej, liryzm, wytworne pozy postaci i dworska atmosfera. Dzieło to wyróżnia część środkowa łącząca dwa wątki ikonograficzne związane z Maryją - Rodzina Marii  i Sacra Conversazione. Na bocznych skrzydłach wątki z dzieciństwa Chrystusa - sceny Bożego Narodzenia i Pokłonu Trzech Króli. Wykonany około 1430.

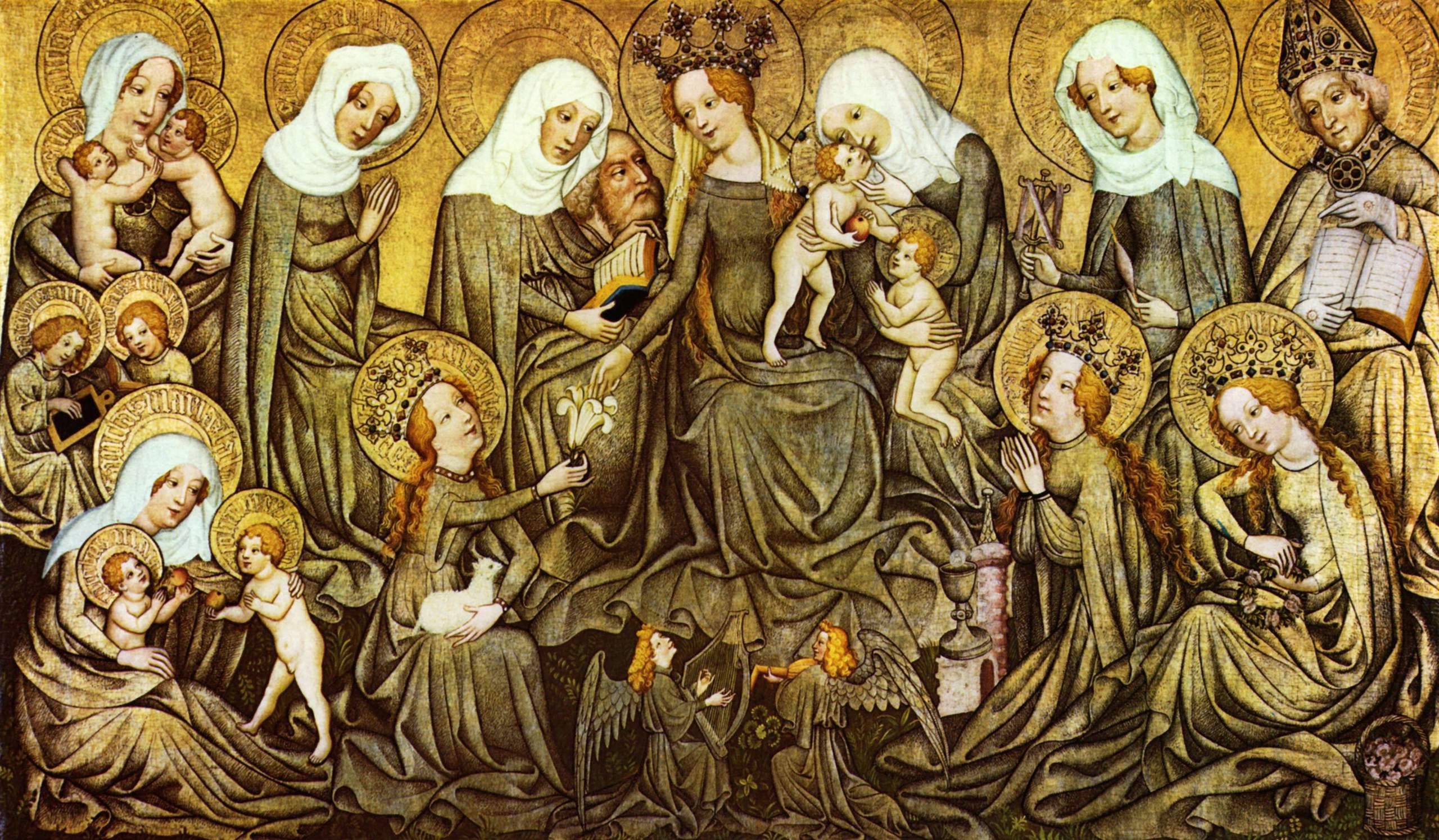
Rodzina Marii, część środkowa Ołtarza z Ortenberga - ok. 1430, Darmstadt, Hessisches Landesmuseum